# 中村茂 (アナウンサー)
中村 茂（なかむら しげる、明治34年（1901年）4月2日 -  昭和53年（1978年）2月6日）は、NHKのアナウンサー。

## 人物
東京府出身。1923年東京商科大学（現一橋大学）附属商学専門部卒業、日蘭貿易入社。NHKラジオが放送開始された1925年にNHK入局。二・二六事件で「兵に告ぐ」を担当。NHK業務局告知課長として「淡々調アナウンス」を主導。
NHK国際局亜州部長、理事兼札幌中央放送局長を経て、1950年NHK放送文化研究所所長。1956年に退職後、電波タイムス社社長。1962年藍綬褒章受章。1971年勲四等瑞宝章受章（放送事業功労）。1978年に老衰のため死去し、従五位に叙された。